# Ana de Gonta Colaço

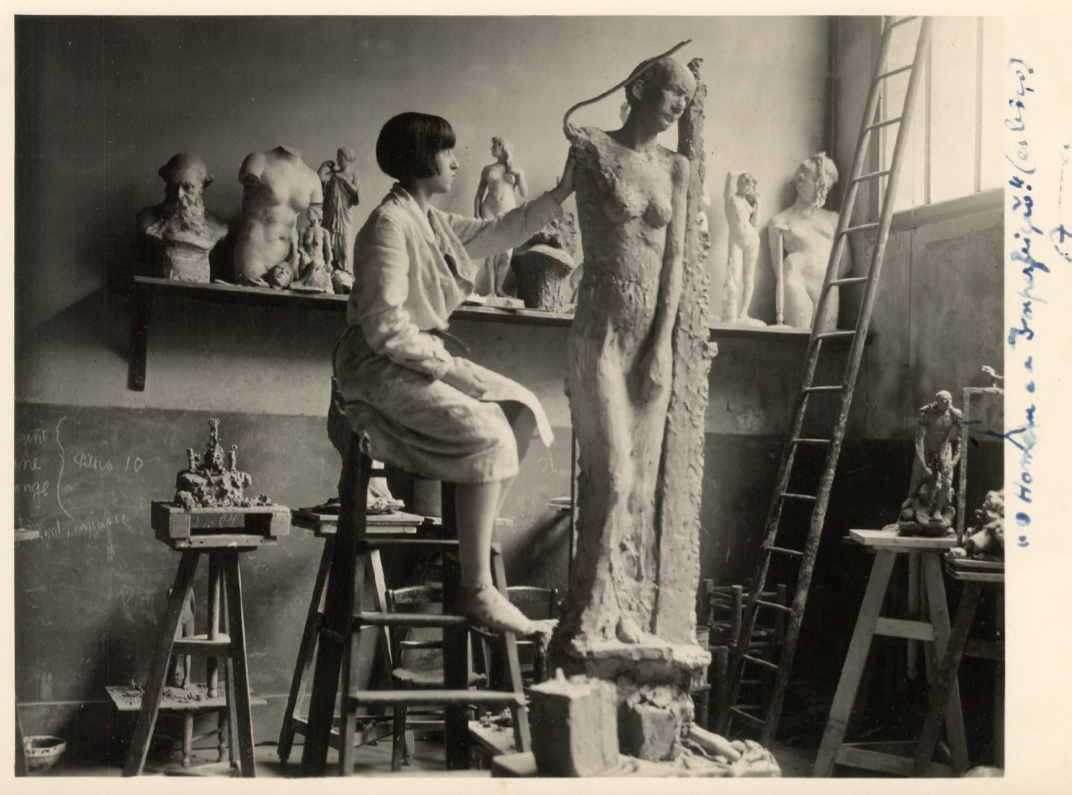
Ana de Gonta Colaço Academie Julian Paris 1929

Ana Raymunda de Gonta Colaço (geboren am 7. November 1903 in Lissabon; gestorben am 25. Dezember 1954 ebenda) war eine portugiesische Bildhauerin, Künstlerin und Frauenrechtlerin. Sie studierte in Paris an der Akademie Julian, verfasste Schriften zur Situation der Frauen ihrer Zeit in Portugal und organisierte Ausstellungen in der feministischen Gruppe: Conselho Nacional das Mulheres Portuguesas (Nationaler Rat der portugiesischen Frauen).

## Frühe Jahre
Ana Raymunda de Gonta Colaço war die Tochter der Dichterin Branca de Gonta Colaço und des Künstlers Jorge Colaço. Sie wurde Aninhas genannt und war die dritte Tochter des Paares, das gute Verbindungen zum intellektuellen Leben der damaligen Zeit in Portugal pflegte. Ihre Eltern waren bedeutende Persönlichkeiten der portugiesischen Gesellschaft. Ana de Gonta Colaço war die jüngere Schwester des Rechtsanwalts, Schriftstellers und Dramatikers Tomás Ribeiro Colaço. Väterlicherseits war sie eine Cousine des Pianisten und Komponisten Alexandre Rey Colaço, der Schauspielerin und Regisseurin Amélia Rey Colaço und der Malerin und Illustratorin Alice Rey Colaço.

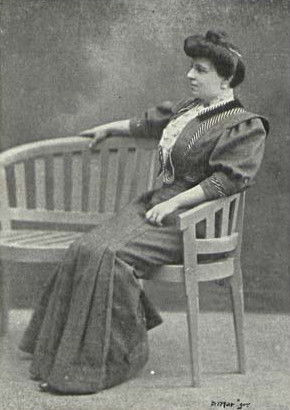
Branca de Gonta Collaço 1880–1945
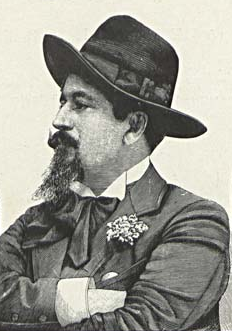
Jorge Collaço 1868–1942
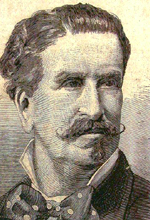
Alexandre Rey Colaço 1854–1928
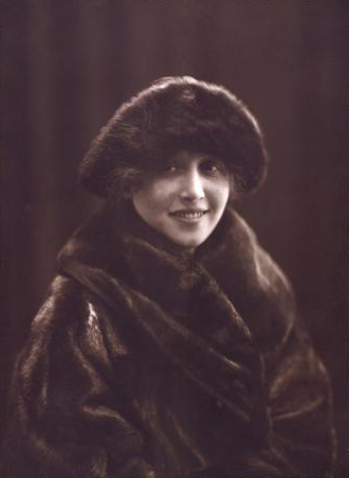
Amélia Rey Colaço 1898–1990
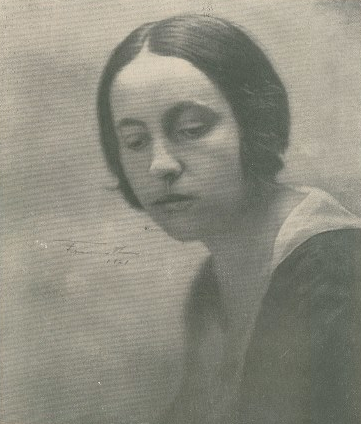
Alice Rey Colaço 1890–1978
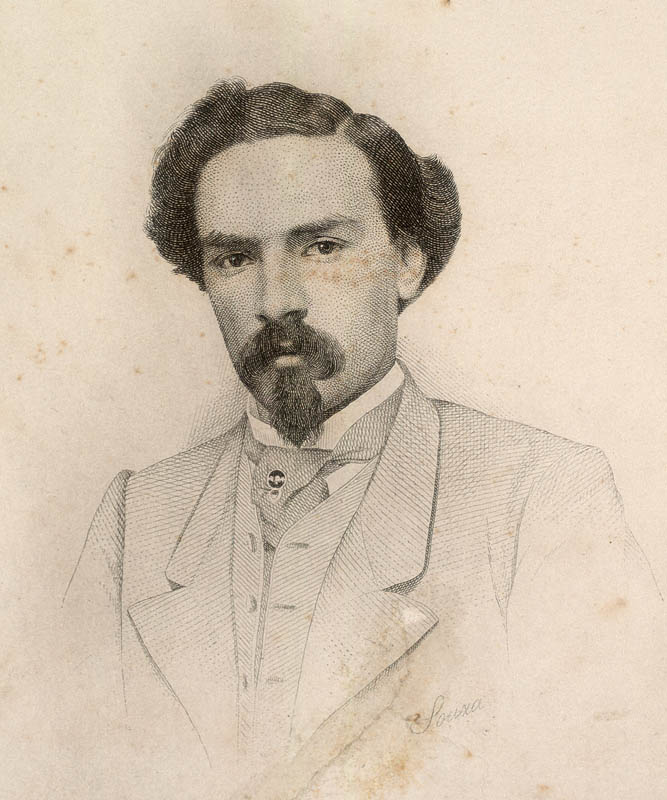
Tomás Ribeiro Colaço 1831–1901

Colaços Kindheit war sehr privilegiert und sie wurde zu Hause in verschiedenen Fächern unterrichtet, darunter Sprachen, Literatur, Musik und Reiten. Im Alter von zwölf Jahren, erlebte sie die Ertaubung der Mutter und lernte mit ihr Gebärdensprache. Zusammen mit ihrer jüngeren Schwester Maria Christina nahm sie an nationalen Reitwettbewerben teil. Ihre Kindheit wurde von der ständigen Anwesenheit prominenter Persönlichkeiten aus der High Society und dem Zugang zu Kunst und Kultur geprägt. Ihre Mutter organisierte Soireen und Abendessen in ihrem Haus und die Königin Amélie d’Orléans war eine regelmäßige Besucherin.
Ana de Gonta Colaço begann, sich mit feministischen Themen zu beschäftigen, trug kurze Haare, Männeranzüge und Krawatten, schrieb Gedichte und andere Texte über die Lage der Frauen in Portugal. Dies führte zu Spekulationen über ihre sexuelle Orientierung. Ihre Familie wusste, dass sie lesbisch war, und versuchte, sie im damals sehr konservativen Portugal vor den Blicken der Öffentlichkeit zu schützen. Später trat sie zusammen mit ihrer Mutter dem feministischen Conselho Nacional das Mulheres Portuguesas (Nationaler Rat der Portugiesischen Frauen) bei.

## Künstlerisches Wirken

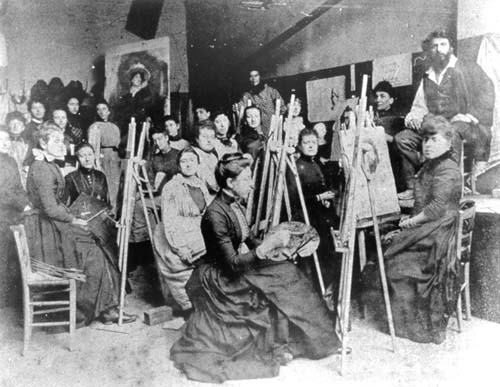
Frauenatelier der Académie Julian, Paris, 1889

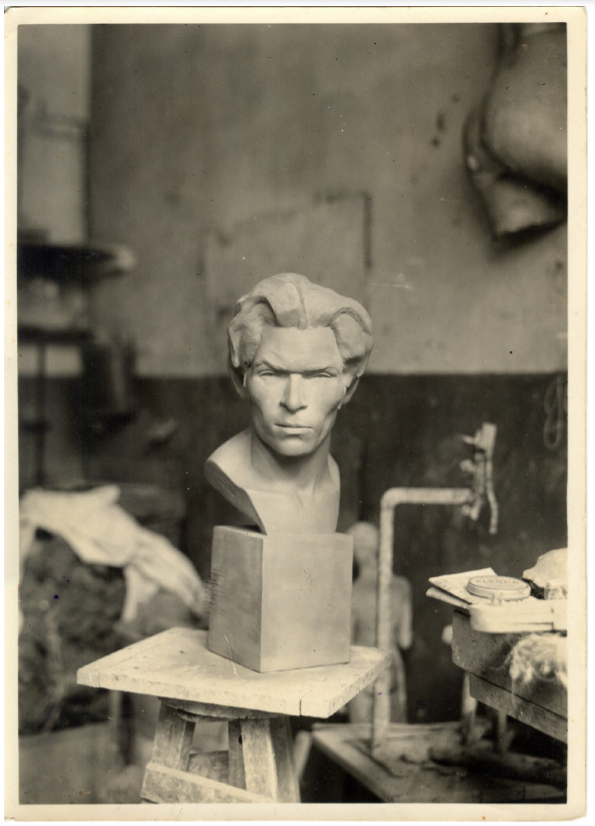
Gipsskulptur Pele Vermelha von Colaço in der Académie Julian in Paris 1929

Im Alter von 17 Jahren begann Ana de Gonta Colaço, ihr Talent für die Bildhauerei zu entwickeln. Nachdem sie zu Hause kleine Werke geschaffen hatte, ermutigte und unterstützte sie der Vater, der ihr Ton aus der Keramikfabrik Sacavém schenkte. Da die Bildhauerei nur selten finanzielle Unabhängigkeit bot oder als geeignete Beschäftigung für eine Frau galt, begann sie dennoch dank der Unterstützung ihrer Eltern, Unterricht zu nehmen.
Im April 1923 stellte Colaço ihr erstes Werk auf der Ausstellung der Nationalen Gesellschaft der Schönen Künste in Lissabon aus. Sie erhielt eine lobende Erwähnung für eine kleine Gipsstatue mit dem Titel Onda (Welle), die einen weiblichen Akt darstellt, der auf dem Schaum einer Welle liegt. Die Kritiken waren gemischt, einige lobten das Werk, andere kritisierten die Künstlerin. 1924 fand ihre erste Einzelausstellung im Salão Bobone in Lissabon statt. Trotz der harschen Kritik, die sie in mehreren Zeitungsartikeln erhielt, unter anderem mit der Aussage, dass „Bildhauerei niemals die Kunst einer Frau sein kann“, nahmen an der Eröffnung der Ausstellung zahlreiche Persönlichkeiten aus Kunst, Kultur, Politik und dem portugiesischen Feminismus teil, darunter die Malerinnen Eduarda Lapa und Mily Possoz, die Schriftstellerinnen und Dichterinnen Virgínia Vitorino, Olga Morais Sarmento, die Schauspielerin und ihre Cousine Amélia Rey Colaço.
1927 machte sie ihren Abschluss an der Schule für Filmkunst in Lissabon (Rino Lupo School of Cinematographic Art). 1929 reiste Ana de Gonta Colaço über Madrid nach Paris, wo sie das Prado-Museum besuchte. In Paris trat sie in die Akademie Julian ein und wurde Schülerin von Paul Landowski und Alfred-Alphonse Bottiau. Nach sieben Monaten wurde sie mit ihrem Werk Pele Vermelha (Rote Haut), das eine Abkehr vom naturalistischen Stil, den sie in Portugal verfolgt hatte, und eine Hinwendung zum Modernismus darstellt, zur Ausstellung im Salon d’Automne (Herbstsalon) zugelassen. In Anlehnung an ihren Spitznamen aus der Kindheit sind ihre Werke alle mit Aninhas signiert. In den 1930er-Jahren pendelte sie zwischen Paris, London, Lissabon und Tanger.
Im Laufe ihres Lebens schuf Ana de Gonta Colaço 36 bildhauerische Werke, 13 Porträts oder Büsten von acht Männern, fünf Frauen und 23 Skulpturen in verschiedenen Stilen, die zwischen Naturalismus und Modernismus schwanken. Erst als ihre Anerkennung im Ausland in Portugal bekannt wurde, änderte die Presse ihren Diskurs über die Künstlerin und begann ihr Werk innerhalb Portugals zu loben.

## Spätere Jahre
Während einer ihrer Aufenthalte in Portugal im Jahr 1930, wurde sie eingeladen, an einer vom Conselho Nacional das Mulheres Portuguesas (Nationaler Rat der portugiesischen Frauen) organisierten Ausstellung alter und moderner weiblicher Werke teilzunehmen. 1932 gründete sie zusammen mit der Malerin Maria Adelaide Lima Cruz und der Bildhauerin Maria José Dias da Câmara, mit denen sie zu dieser Zeit eine lesbische Beziehung unterhielt und ein gemeinsames Atelier in Lissabon besaß, den Salão dos Artistas Criadores (Salon der kreativen Künstlerinnen).
Colaços Beziehung mit der Sängerin Corina Freire wirkte sich negativ auf ihr Schaffen aus, da sie in der Zeit, in der sie mit Freire zusammen war, nichts produzierte. Während ihrer gemeinsamen Zeit in Paris reisten beide im März 1934 nach London, da Freire für ein Konzert in der portugiesischen Botschaft engagiert worden war.
Im Jahr 1939 sorgte sie für einige Kontroversen, nachdem sie ihre Beziehung mit der Sängerin und Schauspielerin Corina Freire öffentlich gemacht hatte und eines ihrer Werke, Ouvindo o Sermão (Hören der Predigt), wurde von der Jury der Nationalen Gesellschaft der Schönen Künste abgelehnt. In einem Interview über die Ausstellung erklärte sie, dass „der Modernismus in Portugal nicht existiert. Niemand weiß, was das ist“. Dennoch wurde sie eingeladen, 1940 an der portugiesischen Weltausstellung in Lissabon teilzunehmen, wo sie ein Flachrelief nach einer literarischen Figur ihres Großvaters, Tomás Ribeiro, ausstellte.
Nach dem Tod ihrer Mutter im Jahr 1945 zeigte Colaço Anzeichen eines schlechten Gesundheitszustands und zog sich in das Haus der Familie zurück, wo sie weiterhin Kunstwerke schuf und Texte über die Situation der Frauen in der portugiesischen Gesellschaft schrieb. Ihr letztes Werk, eine monumentale Skulptur der Himmelfahrt Mariens, wurde von der Gemeinde von Aguiar da Beira im Norden Portugals in Auftrag gegeben. Sie starb am 25. Dezember 1954 im Haus ihrer jüngeren Schwester in Tondela und wurde auf dem Prazeres-Friedhof in Lissabon beigesetzt. Trotz ihres relativ geringen Schaffens wird sie weiterhin ausgestellt.